# 天主教亞馬遜的聖若瑟宗座代牧區
天主教亞馬遜的聖若瑟宗座代牧區（拉丁語：Vicariatus Apostolicus Sancti Iosephi de Amazones）是秘魯的一個羅馬天主教宗座代牧區，直屬教廷。
亞馬遜的聖若瑟宗座監牧區成立於1945年7月3日，1955年7月13日升為代牧區。
代牧區位於洛雷托大區，教座位於印地安納。2010年有教友132,000人（佔轄區總人口73.3%）、十一個堂區、十二名司鐸。現任宗座代牧為何塞·夏威尔·特拉维埃索·马丁。